# Фонтан с щъркели и жаби
Фонтанът с щъркели и жаби е конструкция с водоснабдително устройство в центъра на град Хмелницки, Украйна.
Намира се в близост до търговския център „Детски свят“ на ул. „Проскуровска“ 4/3.

## История
През 50-те години на 20 век в началото на улица „Проскуровска“ е построен универсален магазин, който в края на XX – началото на XXI век става известен в града под името „Детски свят“. За уреждане на територията в близост до универсалния магазин е заложена малка обществена градина. През 1956 г. на територията ѝ е построен фонтан, чиито основни архитектурни елементи са жаби и щъркели. Фонтанът в градинката в центъра на града се превръща в едно от местата за културен отдих на жителите му.
До 2013 г. са извършени реставрационни работи, които подобряват състоянието на обекта – преди това той не работи няколко години. През 2013 г. фонтанът с щъркели и жаби е прехвърлен на баланса на градското предприятие за поддържане на нежилищни помещения комунална собственост. Ремонтните дейности включват следните работи: подмяна на стари тръби, монтаж на помпена станция, отстраняване на течове, монтаж на средства за механична и химическа обработка и дезинфекция на водата, обновяване на външния вид на скулптурните елементи – щъркели и жаби, ремонт на фонтанната купа. Възстановителните и ремонтни дейности струват 130 – 140 хиляди гривни. Тези промени позволяват да се осигури работата на фонтана в икономичен режим.

## Описание
Купата, украсена с мозайки, побира 7 кубически метра вода. Фонтанът работи в затворен цикъл, водата циркулира през купата на фонтана. Подсветката работи от 20:00 до 23:00 часа. Сред скулптурните елементи на фонтана са 4 жаби и 4 щъркела.